# فكور-90
فكور-90: هو صاروخ جو- جو متوسط المدى إيراني الصنع. من قبل منظمة الصناعات الجوفضائية بوزارة الدفاع وإسناد القوات المسلحة وبالتعاون مع القوة الجوية للجيش الإيراني. ومن مميزات صاروخ فكور هو أن جميع المقاتلات قادرة على حمل وإطلاق هذا الصاروخ، حيث يمكن إطلاقه من المقاتلات ضد مختلف أنواع المقاتلات المعادية المهاجمة في النطاق العملاني. وبذلك فإن جمهورية إيران تزيد من قدراتها الدفاعية باستمرار لتوفير أمنها القومي والدفاع عن مصالحها الوطنية. وقد دشنت وزارة الدفاع الإيرانية يوم الإثنين 23/7/2018 خط إنتاج صاروخ جو-جو «فكور»، متوسط المدى. وبصورة عامة يعكس هذا الصاروخ رغبة القوات الجوية الإيرانية في الحصول على سلاح بعيد المدى لضمان (الإطلاق الأول) في المعارك الجوية. وقد بدأ العمل على صاروخ فكور-90 منذ عام 2012م، بالتزامن مع صواريخ قادر التي تُحمَّل على المروحيات. يُذكَر أن جمهورية إيران تمتلك بالفعل واحدة من أكبر ترسانات الصواريخ الباليستية في منطقة الشرق الأوسط، إن لم تكن هي الأكبر بالفعل. وتمكنت إيران أيضاً من تطوير قدرتها على إطلاق الأقمار الصناعية المدنية منها والعسكرية كالقمر الصناعي العسكري الإيراني نور 1 و2. ويتراوح نظام جمهورية إيران الصاروخي بين أنواع متفاوتة المدى تتراوح ما بين 45 كيلومتراً إلى 10 آلاف كيلومتر. كما ويضم صواريخ باليستية، ومجنحة بعيدة المدى، إضافةً إلى صواريخ خارقة للدروع يمكن إستخدامها ضد أهداف بحرية. وبهذا تقع القارة الأوروبية وسواحل ألاسكا وأجزاء من آسيا في مرمى الصواريخ الإيرانية.

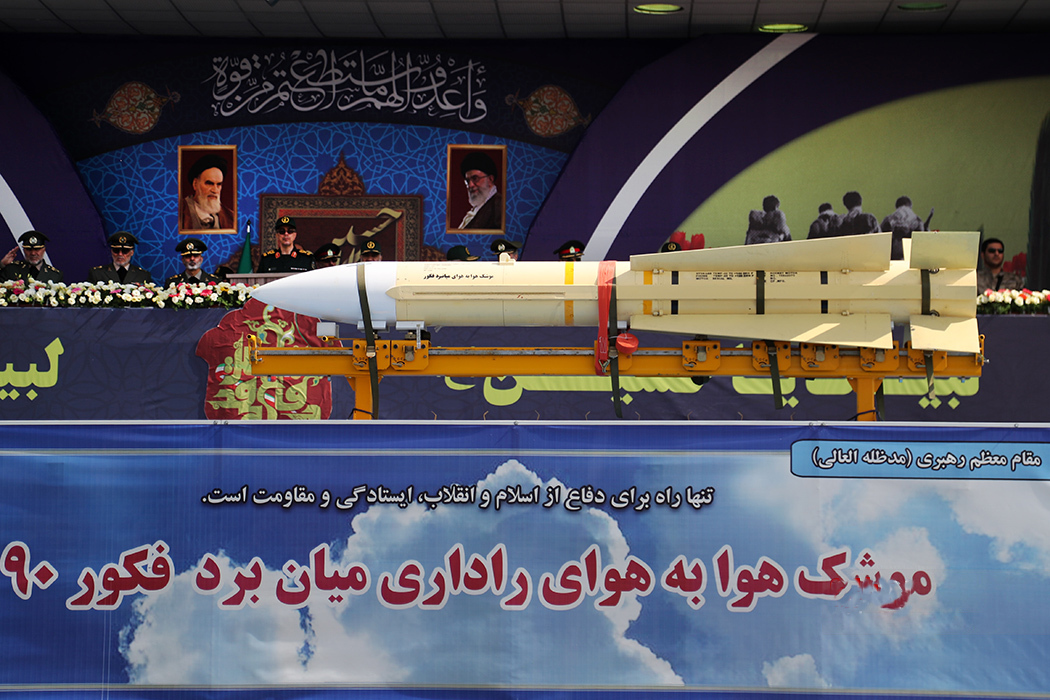
صاروخ فكور 90 خلال عرض عسكري بمناسبة الدفاع المقدس سنة 2019م جنوب العاصمة طهران

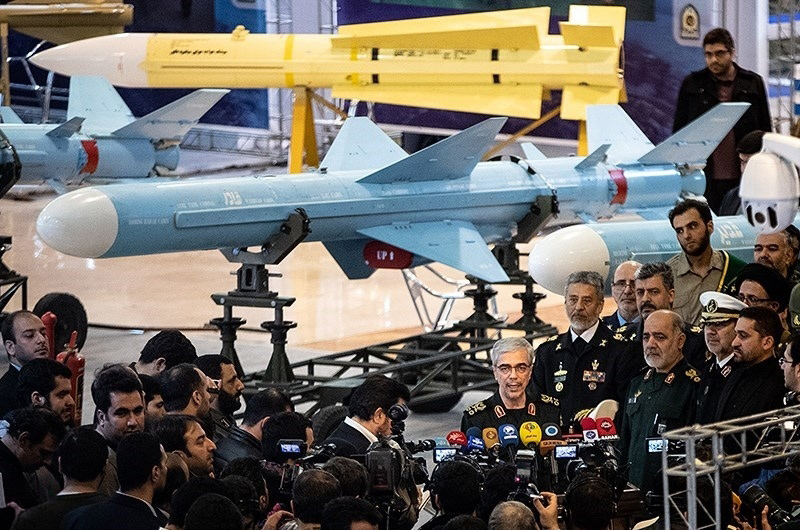
صاروخ فكور 90 الإيراني (الخلفي ، الأصفر) في معرض الدفاع ال 40 في العاصمة طهران

## إفتتاح خط إنتاج الصاروخ
من أجل استكمال سياستها الإستراتيجية الرادعة وذلك في إطار تطوير إستراتيجيتها الحربية. إفتتحت جمهورية إيران خط إنتاج صاروخ فكور جو- جو متوسط المدى، والمجهز بأحدث التكنولوجيا سنة 2018م وذلك من قبل وزير الدفاع وإسناد القوات المسلحة الإيرانية العميد أمير حاتمي. وقال حاتمي على هامش مراسم التدشين، إن الخبراء والعلماء الملتزمين والثوريين في منظمة الصناعات الجوفضائية بوزارة الدفاع وإسناد القوات المسلحة تمكنوا رغم الحظر، من تدشين خط إنتاج هذا الصاروخ بعد إنجاز مراحل التصميم والتصنيع والإطلاق الناجحة في العام الماضي. وأشار إلى أن خطة الوزارة تكمن في جعل أسلحة ومعدات القوات المسلحة ذكية الطابع، مضيفاً أن صاروخ «فكور» قد تم إنتاجه بالتعاون مع القوة الجوية للجيش الإيراني ومن شأنه الارتقاء بالقدرات القتالية للقوة الجوية. وصرح بأن جميع المقاتلات قادرة على حمل وإطلاق هذا الصاروخ، مشيراً إلى أن إيران تزيد من قدراتها الدفاعية باستمرار، لتوفير أمنها القومي والدفاع عن مصالحها الوطنية، لأن «طهران لن تأخذ الإذن من أحد في هذا السياق».

## اختبار الصاروخ
أن إكمال عملیة التصمیم والتصنیع والإطلاق التجریبي لصاروخ فكور وهو من نوع (جو-جو) كلها جرت بخبرات إيرانية محلية، ويمكن أن يتم إطلاقه من قبل الطائرات الحربية. وأعلن مساعد وزير الدفاع واسناد القوات المسلحة الإيرانية العميد سيد مهدي فرحي بأنه تم خلال سنة 2018م اختبار أحدث صاروخ جو - جو من طراز «فكور 90» مُصنّع محلياً.

## مميزات الصاروخ
يتمتع صاروخ فكور بقدرة التعامل مع جميع أنواع التهديدات الجوية من خلال تركيبه على المقاتلات الحربية. كما ويمتلك هذا الصاروخ رادار مستقل خاص به داخل بدن الصاروخ، حيث يصبح التنصل من الصاروخ بالاستعانة بالمموهات الرادارية شبه مستحيلاً. وحسب بعض المصادر فإن مدى الصاروخ أكثر من 140 كيلومتر. ويمتاز صاروخ فكور الإيراني بسرعته الكبيرة والبالغة (5-ماخ)، يقابلها (4-ماخ) للنسخ الأولى من الصاروخ الأمريكي AIM-120 AMRAAM. كما أن كمبيوتر الصاروخ لديه القدرة على التنبؤ بالحركة المستقبلية للأهداف ليقفز باتجاه المكان الأخير للأهداف.

## عرض صاروخ فكور
تم استعراض صاروخ جو- جو فكور سنة 2019م، وهو صاروخ متوسط المدى ومجهز بأحدث تكنولوجيا، بالإضافة إلى  دبابة ذوالفقار المزودة بنظام إستابلايزر والتي تنافس دبابة (تي 72 إس) الروسية. وذكرت وكالة مهر الإيرانية بأن فعاليات العرض العسكري السنوي إنطلقت في العاصمة طهران و30 محافظة إيرانية بمناسبة ذكرى الحرب العراقية-الإيرانية إبان فترة 1980-1988. وشاركت في العرض وحدات من القوة الجوية والبحرية والبرية التابعة للحرس الثوري والجيش والشرطة وحرس الحدود في مختلف مناطق جمهورية إيران.

## ردود أفعال
- إيران

وزير الدفاع وإسناد القوات المسلحة الإيرانية العميد أمير حاتمي:
أن صاروخ فكور قد تم إنتاجه وفقاً للحاجة العملانية وبالتعاون مع القوة الجوية للجيش الإيراني ومن شأنه الارتقاء بالقدرات القتالية للقوة الجوية. كما أنه تم تصنيع وتصميم فكور متوسط المدى وفق أحدث تكنولوجيا العالم، موضحاً أن الصاروخ يمكن إطلاقه من المقاتلات ضد مختلف أنواع المقاتلات المعادية المهاجمة في النطاق العملاني. وأكد بأن إيران تزيد من قدراتها الدفاعية باستمرار لتوفير أمنها القومي والدفاع عن مصالحها الوطنية وسوف لن تأخذ الإذن من أحد في هذا السياق وقال، إن هذا المنجز الدفاعي المهم أثبت بأنه لا أحد يمكنه الوقوف أمام عزم وإرادة الشعب الإيراني في المجال الدفاعي.